# هيئة الإضاءة الدولية
هيئة الإضاءة الدولية (بالفرنسية: Commission internationale de l'éclairage)‏ ويرمز لها عادة بـ CIE. أما (بالإنجليزية: International Commission on Illumination)‏.
تأسست عام 1913 ومركزها في فيينا عاصمة النمسا، وهي الهيئة الدولية المفوضة بمعايير الضوء، والإضاءة، واللون، والفضاء اللوني.

## المنظمة
للمنظمة سبعة تقسيمات، لكل منها لجنة تقنية تنفذ برنامجها تحت إشراف مدير القسم:
1-الرؤية واللون.
2-قياس الضوء والإشعاع
3-تصميم الإضاءة والبيئة الداخلية.
4-إضاءة وإشارات وسائل النقل.
5-الإضاءة الخارجية وتطبيقات أخرى.
6-البيولوجيا الضوئية (بالإنجليزية: Photobiology)‏ والكيمياء الضوئية
7-لم يتم تخصيصه
8- تقنية التصوير.
```
 بعد ست سنوات من تأسيس 
جمعية البصريات الأمريكية
 (Optical Society of America) اجتمعت هيئة الإضاءة الدولية في دورتها الثامنة في عام 
1931
 لكي تضع توصيف وتوافق دولي للقياسات اللونية ولتحديث التوصيات التي قامت بها 
جمعية البصريات الأمريكية
 والقائمة على جهود التطوير خلال عشر سنوات.
[
3
]
```

الاجتماع الذي تم في جامعة كامبريدج، وضع تعريف للفضاء اللوني XYZ، و (standard illuminant) أنواع المضياء المعياري A و B و C.
- في عام 1976 طورت هيئة الإضاءة الدولية الفضاءات اللونية الفضاء اللوني إل آ بيه و CIELUV الذين استخدما بشكل واسع في يومنا هذا.

## وصلات خارجية
- موقع هيئة الإضاءة الدولية
- قائمة بمنشورات ومعايير هيئة الإضاءة الدولية
- مجلس الهيئة الداخلي للون